# Markt (Lübeck)

Lage des Markts (rot markiert)

Der Markt ist der erste Platz der Hansestadt Lübeck.

## Geschichte
Ausgrabungen Ende der 1990er Jahre brachten sieben Schichten aus unterschiedlichen Zeiten zu Tage, was darauf hinweist, dass der Markt durchgehend benutzt wurde. Außerdem fand man römische Keramik, die in Schächten verborgen lag. Man vermutet, dass es sich um Opfergaben aus der frühgeschichtlichen Zeit handeln könnte. Dass der Platz bereits in der Frühgeschichte eine besondere Bedeutung innehatte, lässt sich den Schriften des Chronisten Helmold von Bosau aus dem Jahr 1156 entnehmen, wo er erwähnt, dass auf diesem Platz heidnische Stämme ihren Thing abgehalten hatten.
Im Mittelalter war Einzelhandel nur im Marktareal zwischen der oberen Mengstraße und dem Kohlmarkt und dem Schüsselbuden bis zur Breiten Straße erlaubt. 1290 standen 322 Verkaufsbuden auf dem Markt. Die Marktgerechtigkeit wurde Ende des 13. Jahrhunderts auf das ganze Stadtgebiet erweitert. Vollständig umbaut wurde der Markt in der ersten Hälfte des 14. Jahrhunderts, zunächst teilweise mit Holzgebäuden, die nach und nach durch feste und unterkellerte Gebäude ersetzt wurden.
Die im 18. Jh. überformten einstigen Handelshäuser gegenüber der Marienkirche stellten den eigentlichen Marktrand dar. Erhalten ist nur der gotische Keller von Nr. 2 (siehe hier).
Am Nachmittag des 18. Juni 1871 empfingen die Lübecker letztmals ihr aus dem Krieg siegreich heimkehrendes Militär. Es zog von der Beckergrube kommend, die Breite Straße hinauf, vorbei an der oberhalb der Mengstraße von dem Architekten Max Grube jr. erschaffenen Siegessäule auf den Markt. Auf der Seite der Renaissancelaube befand sich die Zuschauertribüne, auf deren Rednerpodest, wo sie nach dem Senior Johann Carl Lindenberg der amtierende Bürgermeister Heinrich Theodor Behn empfing, „Gott die Ehre, dem Vaterlande Heil, den Kriegern Dank“ stand. Zusammen mit der zierlicheren Sängertribüne vor der Ratswaage bildete sie den Rahmen für ein inmitten des Platzes befindliches Viereck zur Aufstellung der Truppen samt ihrer Gewerke. Als diese eintrafen, wurden sie mit dem durch Müller von der Werras verfassten von Franz Abt vertonten Sängergebet begrüßt.
Nachdem am 1. April 1873 und 1. Januar 1874 der bisherigen Sonderstellung von den Oberpostämtern in den Freien und Hansestädten Hamburg und Bremen aufgehoben wurde und dort Oberpostdirektionen eingerichtet wurden, löste man das lübeckische Oberpostamt auf und teilte es dem hamburgischen Bezirk zu. Die Fassade des in den frühen 1880ern Markt errichteten diesen nach Westen abschließenden repräsentativ neugotischen Postpalastes wurde nach dem Ersten Weltkrieg und in den 1950ern nach dem Zweiten Weltkrieg stilistisch stark vereinfacht. Das Gebäude wurde, nachdem die Post es verlassen hatte, 2003 abgerissen und 2005 durch einen modernen Kaufhausneubau des Architekten Christoph Ingenhoven ersetzt.
Dem Verein von Kunstfreunden gelang es unter der Führung von Eduard Kulenkamp, dass Lübeck vom Uechtritzschen Kaiser-Wilhelm-Denkmal, das ursprünglich für den Markt vorgesehen war, „befreit“ werden konnte. Kulenkamps Verdienst war hierbei unbestreitbar. Als die neue Kommission zur Bauordnung für ein Kaiserdenkmal berufen wurde, wurde ihm für diesen Verdienst dadurch Anerkennung gezollt, dass man ihn in die Kommission berief.
Das Regiment kehrte am Vormittag des 26. November 1918, vom Wachtdienst während der Übergangszeit um das elsaß-lothringische Straßburg herum kommend, auf dem Hauptbahnhof heim. In der offiziellen Feier am 30. November auf dem Markt begrüßte neben Bürgermeister Fehling als Vertreter des Senats, auch Dimpker als Wortführer der Bürgerschaft, Retyfeldt als Mitglied des Soldatenrates und der Redakteur Stelling als Vertreter des Arbeiterrates das heimgekehrte Regiment. Von diesem waren jedoch nur noch Reste vorhanden. So hatten seine Offiziere das Regiment bereits verlassen. Da Hauß erkrankt war, dankte der Kommandeur des ebenfalls in Lübeck ansässigen Kommandos von der 81. Infanterie-Brigade, Oberst Hans von Werder, ihnen im Namen des Regiments.

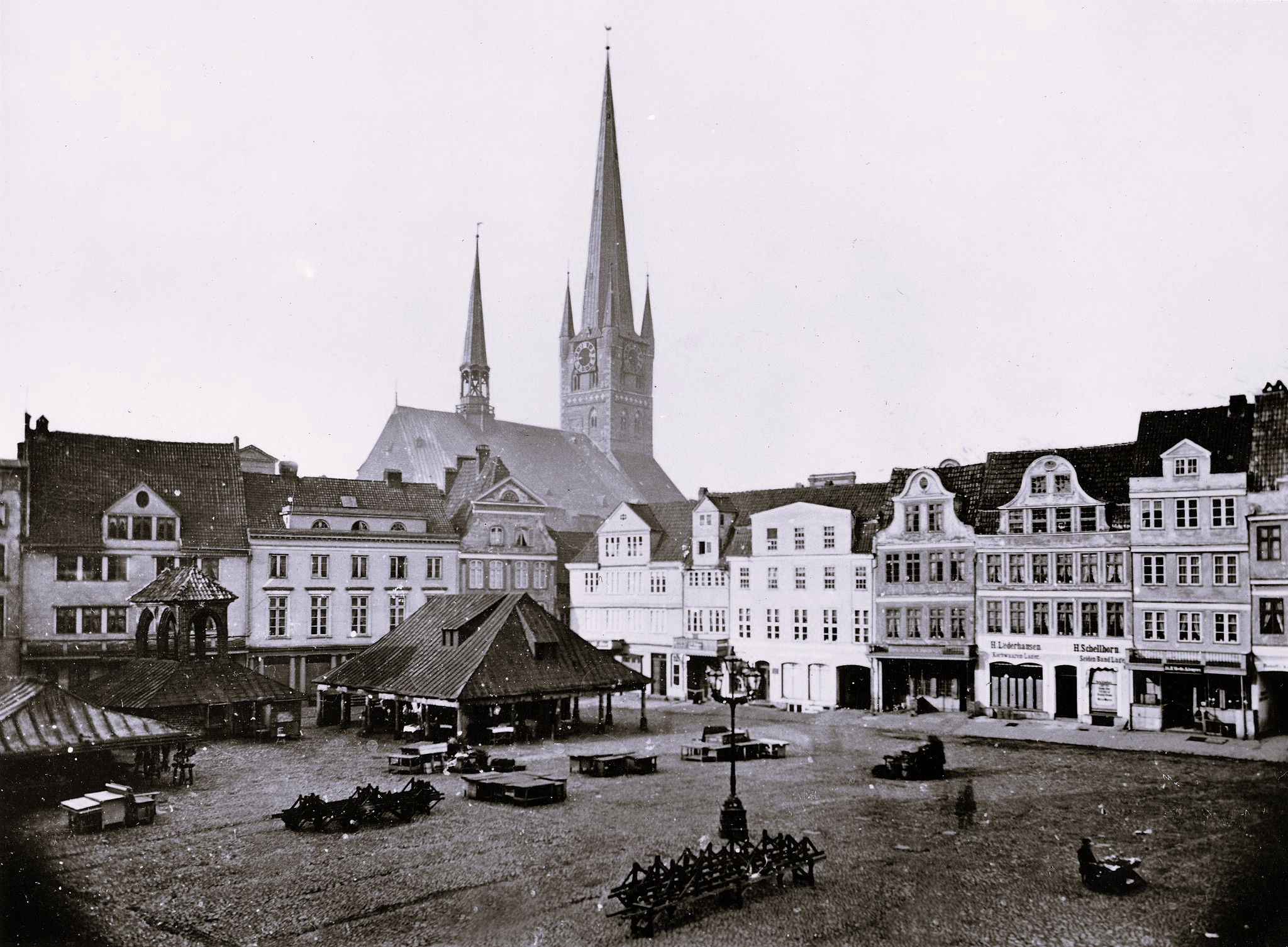
Blick auf den Markt vor 1870
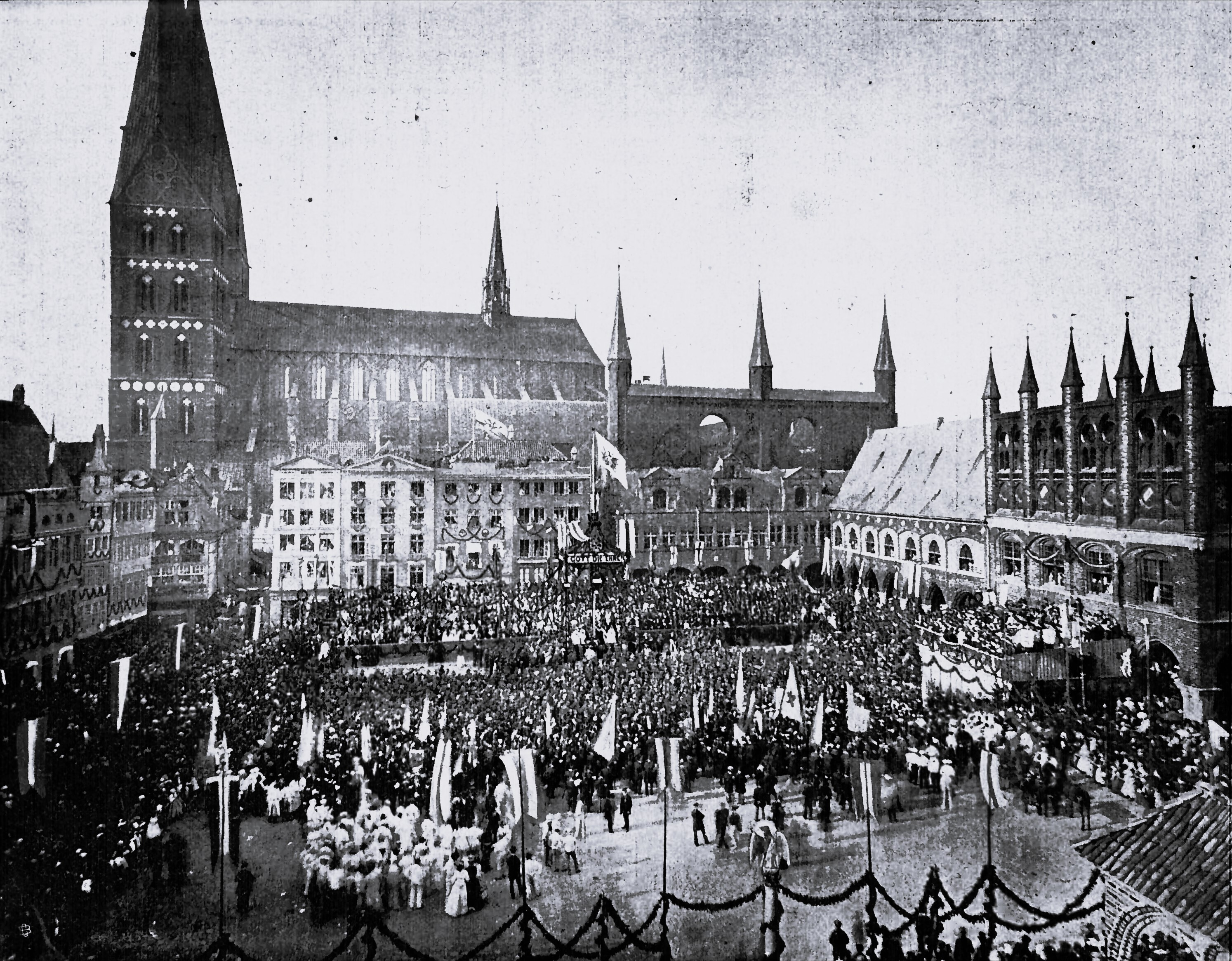
Einzug des siegreichen Bataillons am 18. Juni 1871 von Johannes Nöhring
Rathaus mit neugotischen Brunnen und Marktplatz anno 1881 von Hans von Bartels
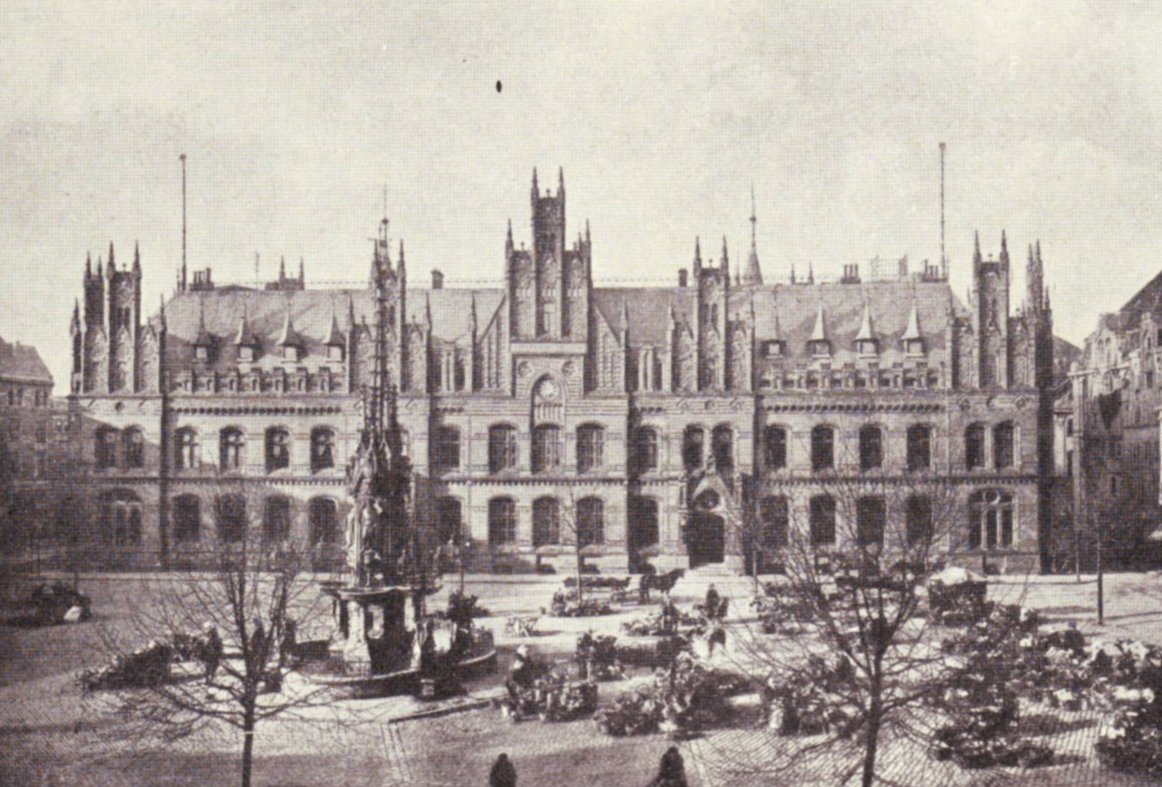
Neugotischer Postpalast von 1884 von Ernst Hake und Ferdinand Münzenberger
„eigentlicher“ Marktrand (1906)
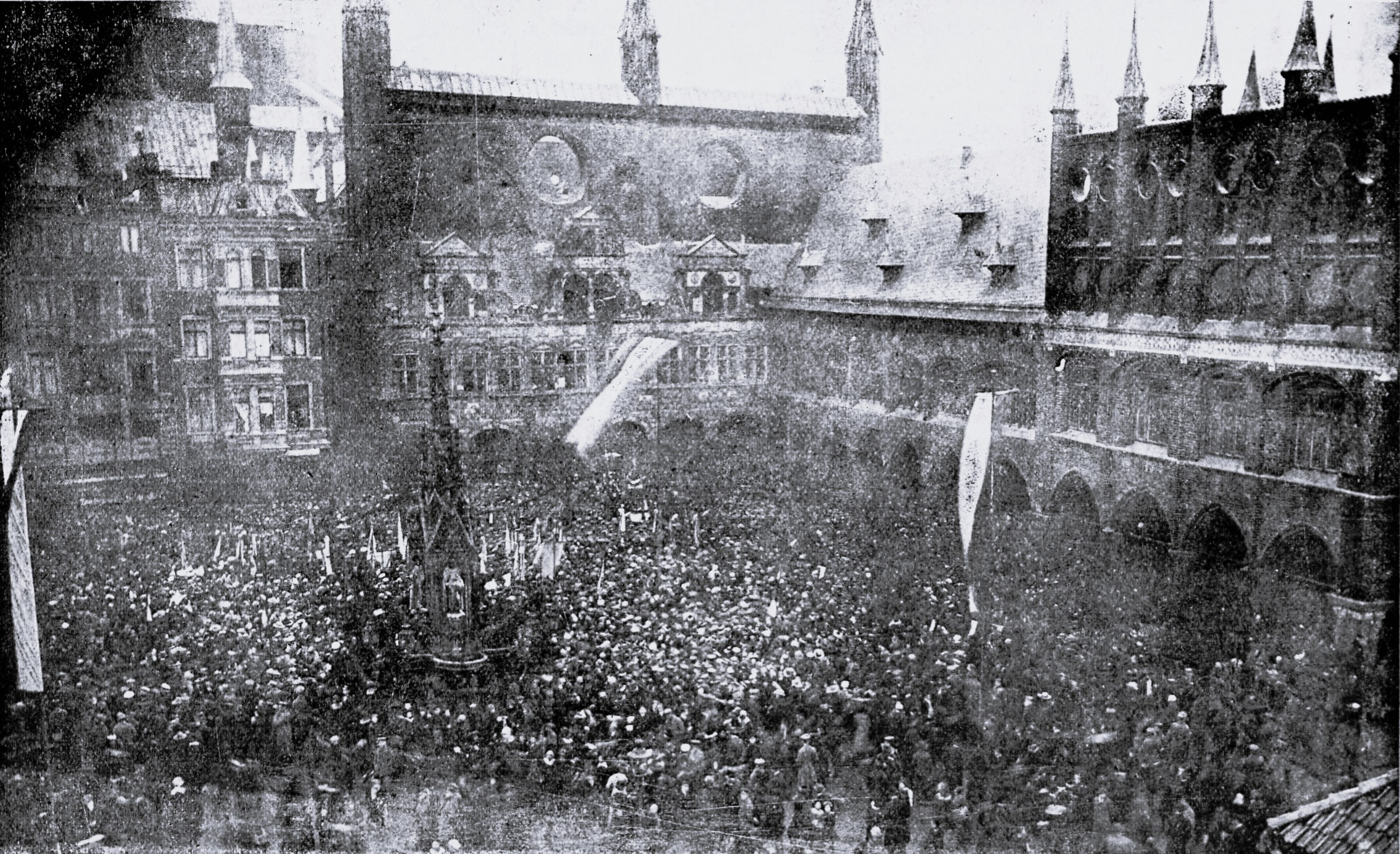
30. November 1918

## Bebauung und weitere Geschichte
Der Markt wird nach Nordosten von dem winklig angelegten Baukörper des Rathauses abgeschlossen, der ihn von der Fußgängerzone der dahinterliegenden Breiten Straße optisch trennt, obwohl fußläufig eine Verbindung durch die Arkaden des Rathauses besteht. Der Ratskeller zu Lübeck unter dem Rathaus ist als Ratskeller seit 1220 belegt. Trotz der Kriegszerstörungen durch den Luftangriff auf Lübeck am 29. März 1942 und einer Verkleinerung nach Süden beim Wiederaufbau der Innenstadt zeigt der Markt sich vor der mächtigen Kulisse der Marienkirche fast noch wie auf alten Ansichten. Der Kaak, eine mittelalterliche Gerichtslaube und Pranger, wurde nach dem Krieg 1952 abgebrochen und eingelagert; 1986 wurde er etwas nach Norden versetzt unter Verwendung alter Bauteile wiederaufgebaut. Das Geld reichte nicht aus, um das bei dieser Gelegenheit mit abgerissene Stadthaus wieder aufzubauen, so dass sich die Nordwestecke als ungenutzte Freifläche zeigt. Der 1873 erbaute Marktbrunnen wurde 1934 abgerissen, da der Markt bis in die frühen 1980er Jahre als Parkplatz benutzt wurde.

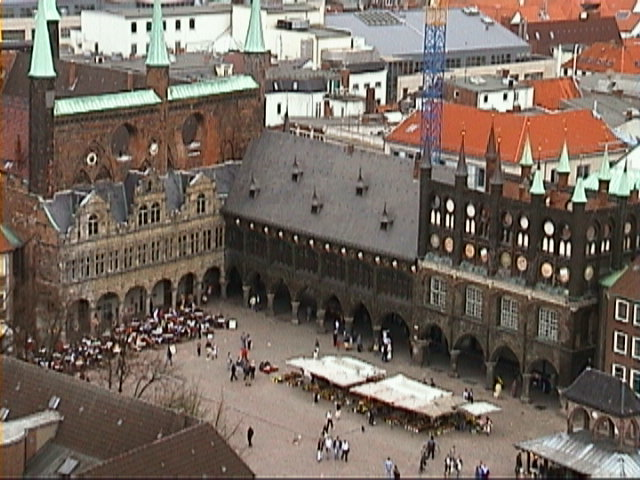
Marktplatz vor dem Kaufhausneubau – rechts der Kaak
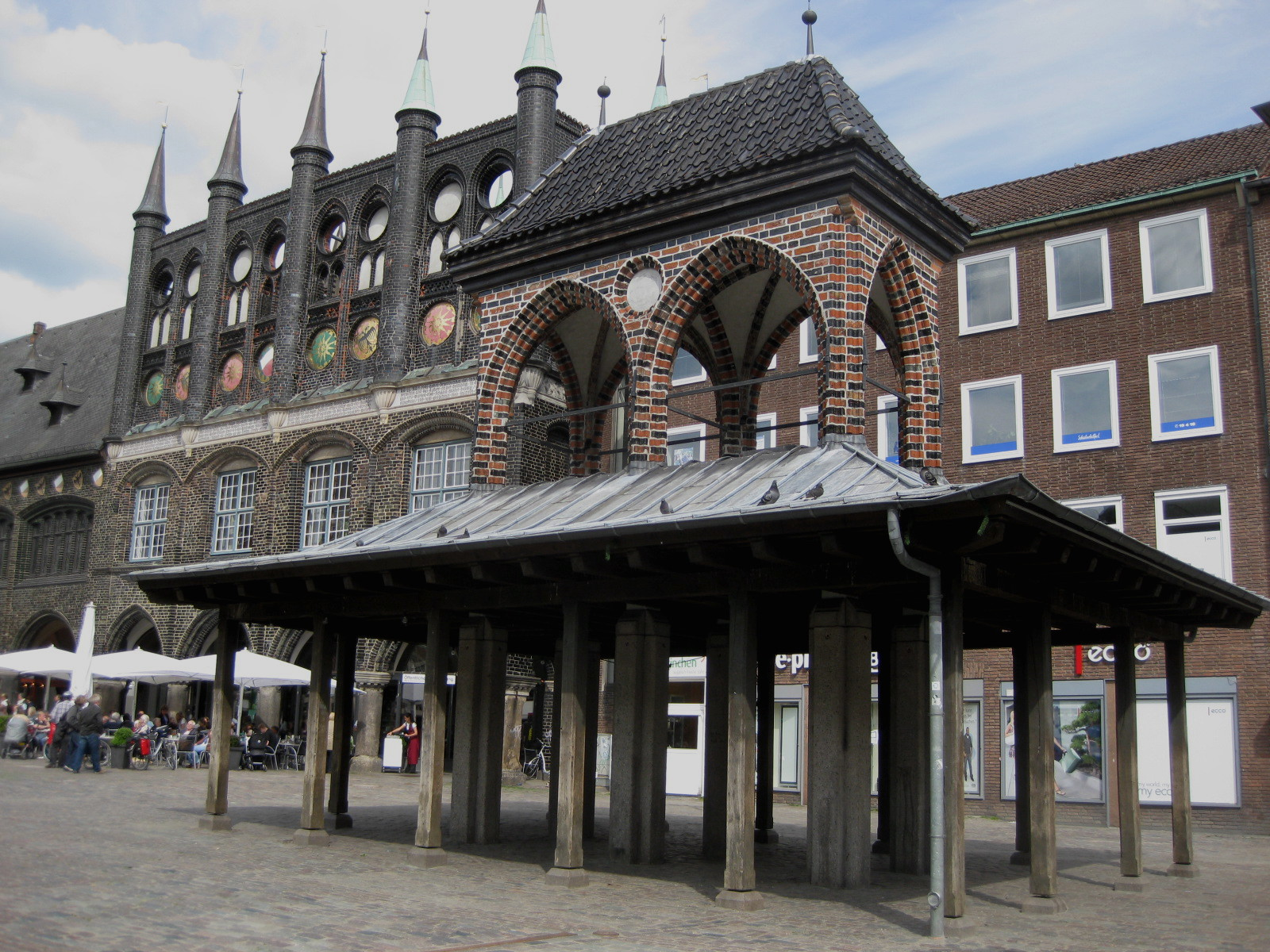
Der 1986/1987 unter Verwendung gotischer Bausubstanz wiederaufgebaute Kaak
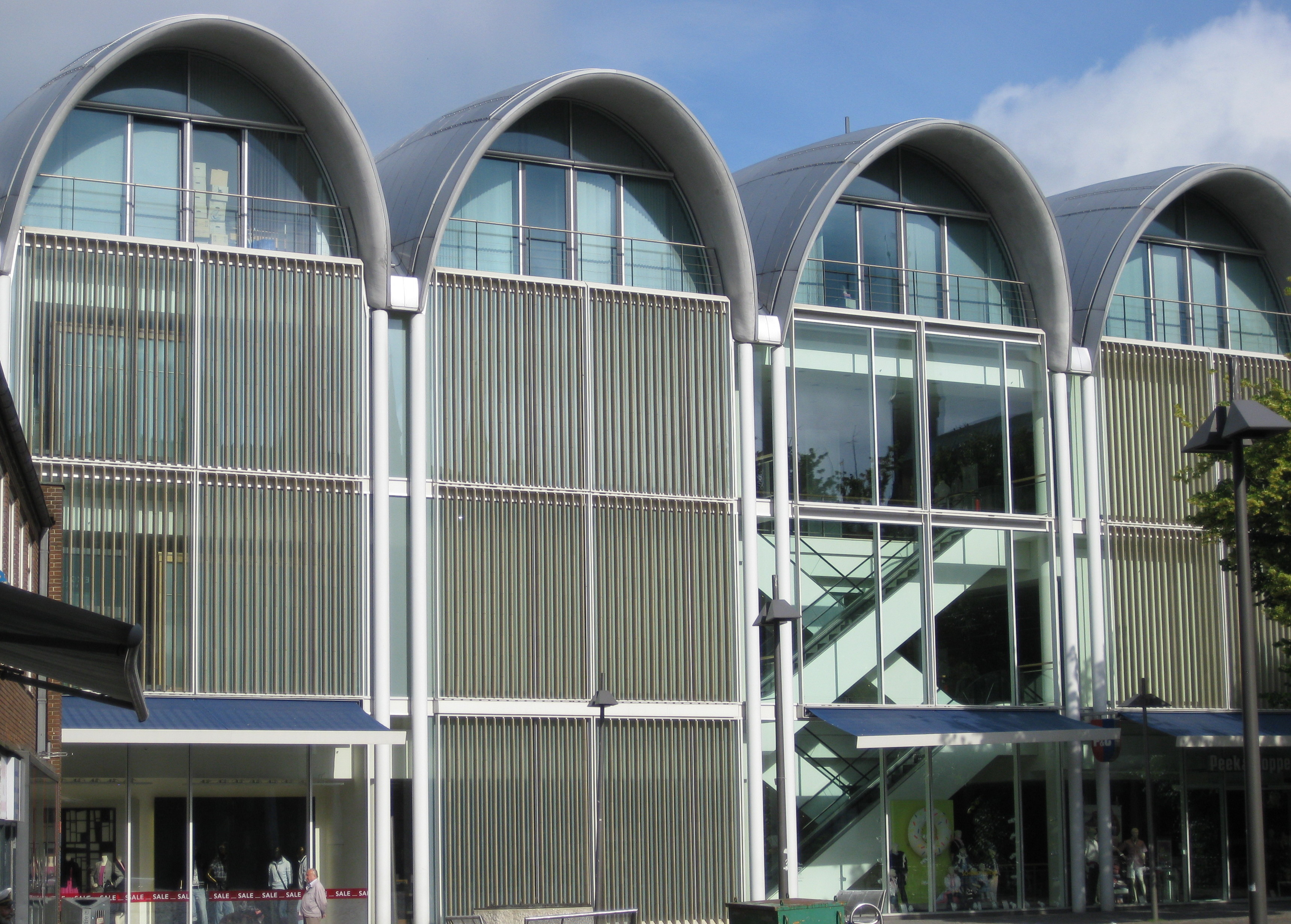
Kaufhausneubau an der Westseite
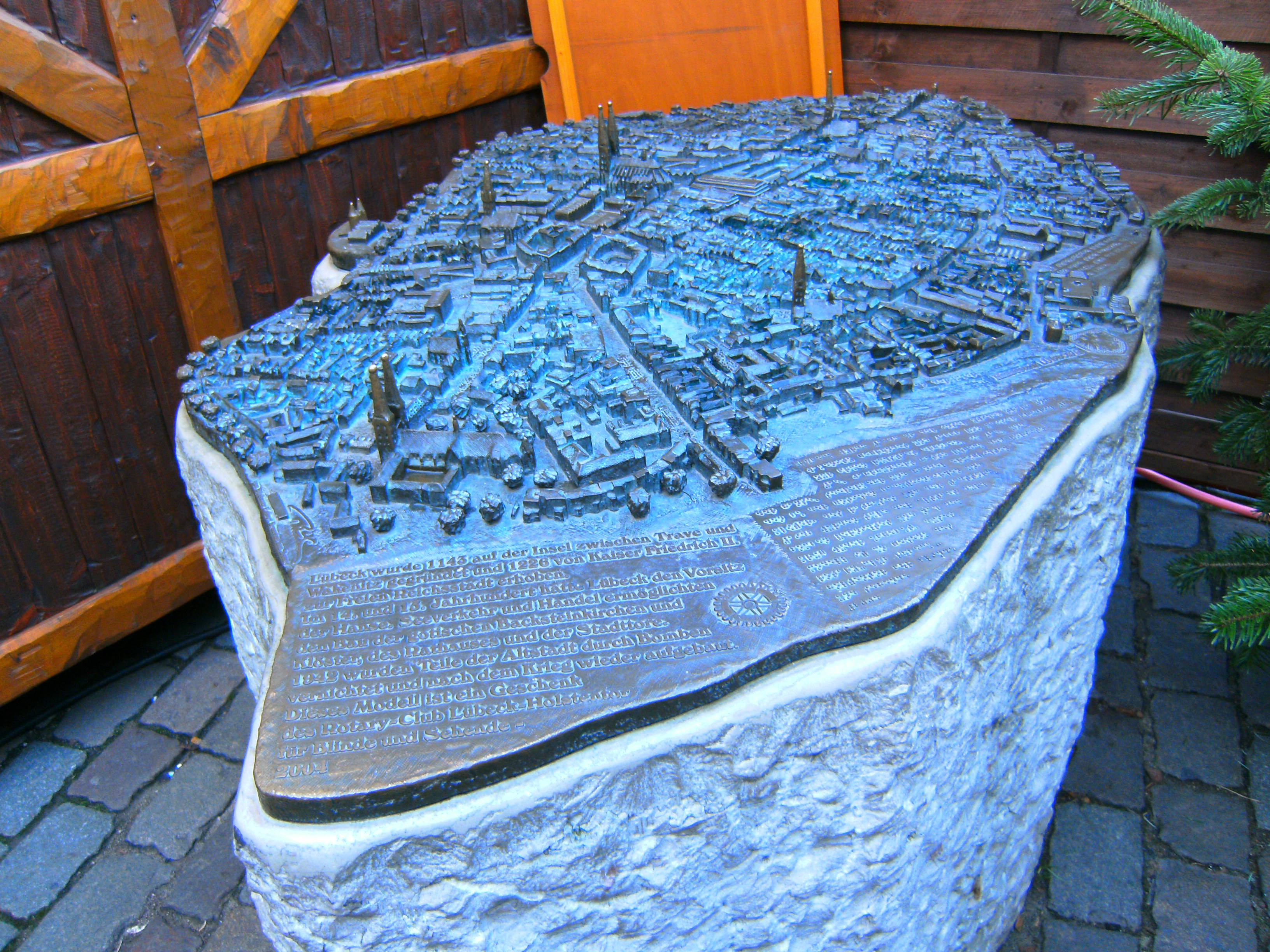
Relief der Innenstadt-Gebäude am Rande des Marktes

## Nutzung
Auf dem Markt findet in der Vorweihnachtszeit einer der Lübecker Weihnachtsmärkte statt. Ein Reliefbild für Blinde/Ortsunkundige befindet sich am Rande des Marktes.

## Kohlmarkt
Hauptartikel: Kohlmarkt (Lübeck)
Hinter dem Südriegel der Marktbebauung schließt sich der Kohlmarkt an. Seinen Namen hat er aus dem Mittelalter, denn zu dieser Zeit wurde dort Meilerkohle verkauft (und nicht Kohl, wie irrtümlicherweise oft angenommen wird). Allerdings kommt heute seine Platzfunktion dadurch nicht zum Tragen, weil er auf erste Sicht nur eine große Haltestelle des Stadtverkehr Lübeck ist. Vom Kohlmarkt führt die Holstenstraße den Altstadthügel herab zur Trave und über die Holstenbrücke in Richtung Holstentor nach Westen aus der Altstadt. Nach Auslegung Wilhelm Brehmers könnte der Kohlmarkt aber beiderseitig der Holstenstraße verlaufen sein. Zusammen mit der Wahmstraße und der Holstenstraße bildet der Kohlmarkt die einzige Ost-West-Verbindung der Lübecker Altstadt sowie die Sandstraße die Süd-West-Verbindung und ist damit eine wichtige Trasse des ÖPNV.
Westlich des Marktes verbindet der Schüsselbuden die Beckergrube und die Mengstraße mit dem Kohlmarkt und der Holstenstraße.